# Aruna Dharshana
Aruna Dharshana Singhapurage (singhalesisch අරුණ දර්ශන සිංගප්පූරුව, * 19. Januar 1999 in Trincomalee) ist ein sri-lankischer Sprinter, der sich auf den 400-Meter-Lauf spezialisiert hat. 2023 wurde er Asienmeister in der 4-mal-400-Meter-Staffel.

## Sportliche Laufbahn
Erste internationale Erfahrungen sammelte Aruna Dharshana bei den Juniorenasienmeisterschaften in der Ho-Chi-Minh-Stadt, bei denen er mit der sri-lankischen 4-mal-400-Meter-Staffel in 3:12,77 min den fünfter Platz belegte. Zwei Jahre später nahm er erneut an den Juniorenasienmeisterschaften in Gifu teil und siegte dort mit neuem Meisterschaftsrekord von 45,79 s über 400 Meter. Zudem siegte er auch mit der Staffel in 3:08,70 min. Damit qualifizierte er sich für die U20-Weltmeisterschaften im finnischen Tampere, bei denen er über 400 Meter bis in das Halbfinale gelangte und mit der Staffel im Finale den achten Rang erreichte. Ende August nahm er erstmals an den Asienspielen in Jakarta teil und gelangte im Einzelbewerb bis in das Halbfinale und wurde mit der Staffel in 3:02,74 min Vierter. Im Jahr darauf belegte er bei den Militärweltspielen in Wuhan in 48,07 s Rang acht und siegte daraufhin in 46,69 s bei den Südasienspielen in Kathmandu im Einzelbewerb sowie in 3:08,04 min auch mit der Staffel. 2023 belegte er bei den Asienmeisterschaften in Bangkok in 45,69 s den siebten Platz über 400 Meter Staffel und siegte mit der Männerstaffel in 3:01,56 min gemeinsam mit Rajitha Neranjan Rajakaruna, Pabasara Niku und Kalinga Kumarage und stellte damit einen neuen Meisterschafts- und Landesrekord auf. Zudem sicherte er sich in der Mixed-Staffel in 3:15,41 min gemeinsam mit Tharushi Karunarathna, Kalinga Kumarage und Nadeesha Ramanayake die Silbermedaille hinter dem indischen Team. Im August schied er bei den Weltmeisterschaften in Budapest mit 45,70 s in der ersten Runde über 400 Meter aus und verpasste mit der Staffel mit 3:03,25 min den Finaleinzug. Daraufhin belegte er bei den Asienspielen in Hangzhou in 46,09 s den sechsten Platz im Einzelbewerb und wurde mit der Mixed-Staffel disqualifiziert. Zudem gewann er mit der Männerstaffel in 3:02,55 min gemeinsam mit Pabasara Niku, Rajitha Neranjan Rajakaruna und Kalinga Kumarage die Bronzemedaille hinter den Teams aus Indien und Katar. Im Jahr darauf nahm er an den Olympischen Sommerspielen in Paris teil und wurde dort im Semifinale disqualifiziert.
Bei den World Athletics Relays 2025 in Guangzhou verpasste er mit der Mixed-Staffel eine Direktqualifikation für die Weltmeisterschaften in Tokio. Anschließend schied er bei den Asienmeisterschaften in Gumi mit 48,10 s in der ersten Runde über 400 Meter aus und belegte mit der Männerstaffel in 3:08,55 min den fünften Platz.
In den Jahren 2018, 2019 und 2024 wurde Dharshana sri-lankischer Meister im 400-Meter-Lauf sowie 2021 über 200 Meter und 2023 in der 4-mal-400-Meter-Staffel.

## Persönliche Bestleistungen
- 200 Meter: 20,45 s (+0,2 m/s), 19. März 2024 in Diyagama
- 400 Meter: 44,99 s, 4. August 2024 in Paris